# Arthur Helps
Arthur Helps,né le 10 juillet 1813 à Streatham et mort le 7 mars 1875 dans le sud de Londres, est un écrivain et historien anglais qui fut commis du Conseil privé (Clerck of the Privy Council) de la reine Victoria.

## Biographie
Plus jeune fils de Thomas Helps (un marchand londonien), il fait ses études à Eton puis à Trinity College, (Cambridge). Élève brillant, il est trente et unième wrangler du mathematical tripos de 1835. Comme les poètes Charles Buller, Frederic Maurice, Richard Chenevix Trench, Monckton Milnes, Arthur Hallam et Alfred Tennyson, il est membre de la « Conversazione Society ».
Son premier ouvrage, Thoughts in the Cloister and the Crowd (1835), est une série d'aphorismes sur la vie, le caractère de l'homme, la politique et les mœurs de son temps. Peu après avoir quitté l'université, Arthur Helps devient le secrétaire particulier de Thomas Spring-Rice (le futur baron Monteagle), alors Chancelier de l'Échiquier. Il le reste jusqu'en 1839, date à laquelle il devient secrétaire particulier de Lord Morpeth (futur comte de Carlisle), premier ministre d'Irlande. Le 28 octobre 1836, il épouse Bessy, fille du capitaine Edward Fuller.
En 1841 paraissent ses Essays written in the Intervals of Business et en 1844, Claims of Labour, an Essay on the Duties of the Employers to the Employed. 
Il développe ensuite un essai historique publié d'abord dans Friends in Council (1847-1852) consacré à la pratique de l'esclavage dans le Nouveau Monde qui paraît en deux volumes sous le titre The Conquerors of the New World and their Bondsmen. Il va en Espagne, à Madrid, en 1847 étudier des manuscrits relatifs à cette période et  publie le résultat de ses recherches dans The Spanish Conquest in America, and its Relation to the History of Slavery and the Government of Colonies, un imposant ouvrage en quatre volumes parus en 1855 et 1857-1861. Plus tard, des biographies extraites de cet ouvrage sont publiées séparément avec succès : La Vie de Las Casas, apôtre des Indiens (1868), La Vie de Colomb (1869), La Vie de Pizarro (1869) et La Vie de Hernando Cortés (1871).
En 1860 il est nommé greffier (clerk) du Conseil Privé, sur la recommandation de Lord Granville, ce qui le met en contact avec la reine Victoria et le Prince Albert, qui l'estimaient. En 1862, il est chargé par la reine, après la mort de son époux, de préparer une édition des discours du Prince consort et d'en écrire une introduction, pour présenter la vie et le caractère du disparu.
C'est en 1864 qu'il est nommé Docteur en droit civil de l'université d'Oxford à titre honoraire.
Il est fait compagnon de l'Ordre du Bain en 1871 puis chevalier de l'Ordre du Bain, l'année suivante. Ses dernières années sont troublées par des embarras financiers, et il meurt le 7 mars 1875.

## Citations d'Arthur Helps
Les aphorismes d'Arthur Help concernent la vie, la politique, les mœurs :
- « Routine n’est pas organisation, pas plus que paralysie n’est ordre. »
- « Les paroles sages tombent quelquefois dans l’oreille d’un sourd ; mais un mot gentil n’est jamais perdu. »

## Œuvres

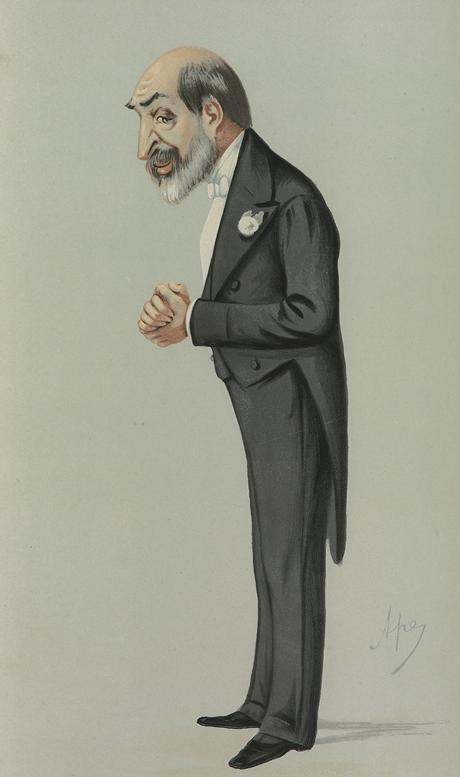
Caricature d'Arthur Helps publié dans le journal Vanity Fair en 1874.

- Thoughts in the Cloister and the Crowd (1835)
- The Conquerors of the New World and their Bondsmen (1852)
- Oulita the Serf (1858)
- Friends in Council (série de livres) (1847-1859)
- Conquerors of the New World ; The Spanish Conquest in America ; Relation to the History of Slavery and the Government of Colonies (4 volumes, 1855, 1857-1861)
- Organization in Daily Life (1862)
- Realmah (1868)
- The Life of Las Casas ; Apostle of the Indians (1868)
- The Life of Columbus (1869)
- The Life of Pizarro (1869)
- Casimir Maremma (1870)
- The Life of Hernando Cortés (1871)
- Short Essays and Aphorisms (1871)
- Conversations on War and General Culture (1871)
- Life and Labors of Mr Thomas Brassey (1872)
- Thoughts upon Government (1872)
- Talk about Animals and their Masters (1873)
- Iras de Biron (1874)
- Social Pressure (1875).